# Mae Questel
Mae Questel, född 13 september 1908 i Bronx i New York, död 4 januari 1998 i New York, var en amerikansk skådespelerska och röstskådespelerska, mest känd för att ha gjort rösten till Betty Boop.
Questel föddes i Bronx och satsade på en karriär som skådespelerska mot sin judiskortodoxa familjs önskemål. Hon studerade vid Columbia University och Theatre Guild i New York. Vid 17 års ålder vann hon en talangjakt för sin imitation av sångerskan och skådespelerskan Helen Kane, vilket ledde till att hon fick en agent och började turnera i vaudevilleföreställningar med sina imitationer av Fanny Brice, Marlene Dietrich och Maurice Chevalier. 1931 fick hon göra rösten till Betty Boop. Hon var ursprungligen en av flera skådespelerskor som gjorde rollen men snart blev den hennes egen. Från 1933 gjorde hon också rösten till Karl-Alfreds flickvän Olivia. Hennes inspelning av "On the Good Ship Lollipop" sålde i över två miljoner exemplar.
Senare i karriären syntes hon på film bland annat i Geishan från Brooklyn (1961, en roll hon också spelat på Broadway), Alla tiders lustigkurre (1962), Funny Girl (1968), New York Stories och Ett päron till farsa firar jul (båda 1989). Hon gjorde också rösten till Betty Boop i Vem satte dit Roger Rabbit (1988).
Questel gifte sig 1930 med Leo Balkin. De skildes senare och 1970 gifte hon sig med Jack E. Shelby. Hon fick två söner i sitt första äktenskap.